# Museo "El Templo del Fútbol"
El Museo "El Templo del Fútbol" es un museo dedicado a la historia futbolística e institucional de la Asociación Atlética Argentinos Juniors. Fue el segundo de los tres museos temáticos dedicados a un club en inaugurarse en el país, tras el de Boca Juniors y antes del de River Plate. Abrió sus puertas al público el 25 de noviembre de 2009 y se encuentra bajo las tribunas del Estadio Diego Armando Maradona, sobre la calle Gavilán.

## Historia
El museo surgió como una iniciativa institucional, buscando dar a conocer aún más la rica historia de la institución mediante la exhibición de piezas entregadas en calidad de comodatos por socios, hinchas, dirigentes, allegados y exjugadores de la institución. La singularidad de Argentinos Juniors entre los demás clubes de la Ciudad de Buenos Aires debido a los numerosos jugadores de nivel internacional allí formados y los logros deportivos conseguidos pese a no contar con enormes recursos económicos, se ven reflejados en las exposiciones permanentes.[cita requerida]
La característica más peculiar que posee el museo es que fue realizado íntegramente por hinchas y socios de la institución a través de trabajo voluntario. Ninguno de los objetos en exhibición ha sido comprado o vendido: todos pertenecen al club o a quienes desearon prestarlos para que el público en general tenga acceso a ellos. Los recursos necesarios para el acondicionamiento y la ambientación de la sala provinieron de las arcas institucionales.
La denominación El Templo del Fútbol surge de la forma pomposa y afectuosa que Francis Cornejo, reconocido hincha y entrenador de juveniles de la institución, utilizaba para referirse al estadio. Ese significado se trasladó con el tiempo y hoy día hace referencia al terreno de juego del estadio, donde han debutado algunos de los mejores jugadores argentinos de la historia.

## Objetos en exposición
Una de las principales atracciones del museo es la presencia de los cinco trofeos que el club ha ganado de manera profesional a lo largo de toda su historia, entre los cuales se destaca una versión que se da al equipo ganador de la Copa Libertadores de América, en este caso, conquistada en su primera participación en el año 1985. También se encuentra allí el trofeo conquistado en el Clausura del año 2010, el último obtenido hasta la fecha. Se exhiben muchos conjuntos de indumentaria de la institución desde 1910 hasta la actualidad. Entre ellos, ropa utilizada en las divisiones inferiores por jugadores de la talla de Alexis Mac Allister, Bichi Borghi y Juan Román Riquelme, camisetas de la Selección argentina utilizadas por jugadores nacidos en el club y una remera autografiada por Lionel Messi, quien jugó su primer partido con la camiseta albiceleste en el Estadio Diego Armando Maradona en 2004.[cita requerida] Además, la sala es prolífica en medallas, fotografías, carteles, carnets de socio de todas las épocas, pelotas, antiguos banderines de época, banderas y maquetas tanto del viejo como del nuevo estadio del club. Pantallas ubicadas en las paredes exhiben continuamente material audiovisual que refiere a la historia del club. Las paredes están cubiertas por fotografías, retratos de los jugadores y equipos más emblemáticos de la historia del club con sus correspondientes epígrafes. Se cuenta, incluso, con la primera fotografía de una formación de Argentinos Juniors de la que se tenga constancia, tomada en el año 1907.[cita requerida]

## El SectorMaradona
Una sala que se encuentra dedicada íntegramente a repasar la trayectoria de Diego Armando Maradona en el club, desde sus orígenes en el equipo infantil Los Cebollitas hasta su traspaso en 1981. En ese sector especial hay camisetas de los Cebollitas, una camiseta autografiada y dedicada especialmente al museo por parte de Maradona, copia de su primer contrato con Argentinos Juniors, objetos de su descubridor Francis Cornejo que fueron donados por la familia Cornejo, vitrinas que recuerdan sus trofeos y momentos de espectáculo como la Noche del 10, y por último, una pantalla que exhibe un resumen documental de su extraordinario paso por la institución y su vida.[cita requerida]

## Visitas
El museo abre sus puertas los días martes, jueves y sábados, con un costo para extranjeros, nacionales y gratuito en el caso de ser socio o menor de 10 años. La visita con guiadas bilingües recorre el Museo, el Hall Central, Sala de Prensa, Vestuario local, el campo de juego y los bancos de suplentes, las tribunas y el Santuario de Maradona.
El museo ofrece un paquete para extranjeros llamado "Match Day Experience", el cual incluye ver los partidos en el Estadio Diego Armando Maradona desde la platea, una vez finalizado un breve recorrido por el Museo, para luego sujeto a modificaciones en base a disposiciones por los organismos de seguridad, bajar al campo de juego y poder sentir la experiencia de tocar el césped o los bancos de suplentes por donde recién se acaba de disputar el partido, finalizando la experiencia con una breve charla en la tribuna.
Desde 2012, el museo ha formado parte de la iniciativa del Gobierno de la Ciudad de Buenos Aires denominada La Noche de los Museos, en la cual salas de toda la ciudad abren sus puertas de manera gratuita a los visitantes durante toda una noche. En 2013, además, se exhibió de manera gratuita el documental Bichos Criollos que da cuenta de la historia de la institución.